# Jemuel
Jemuel – postać biblijna, wzmiankowana w Księdze Rodzaju. Syn Symeona, prawdopodobnie pierworodny (co można wnioskować, po tym, że w Genesis 46:10 jest wymieniony jako pierwszy). Wiadomo, że był już na świecie, kiedy Izraelici przybyli do Egiptu. Warto powiedzieć również, że nie wspomniano o nim w Lb: 12-13.